# تسليم الأسلحة النووية

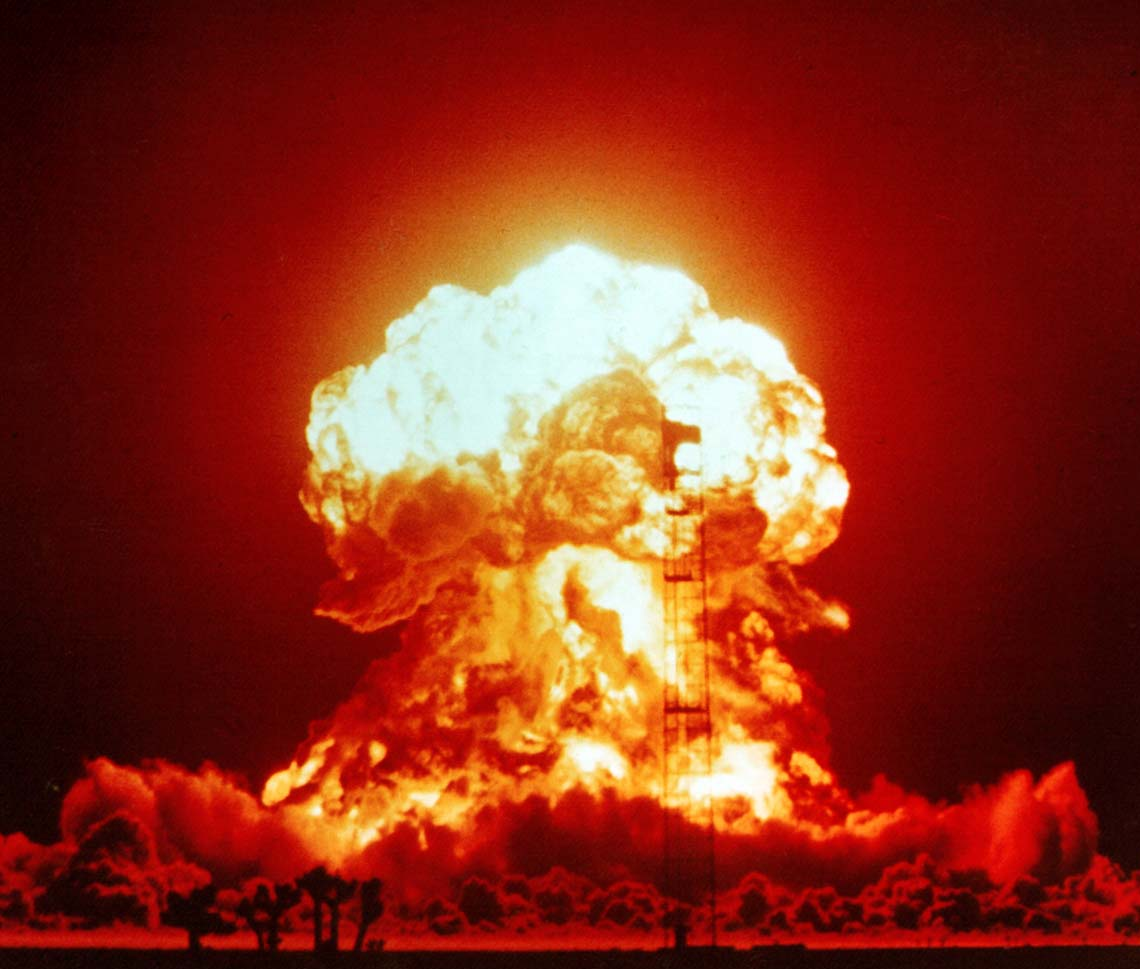
أطلقت النار على برج يبلغ طوله 23 كيلو طن يدعى بادجر في 18 أبريل 1953 في موقع اختبار نيفادا ، كجزء من اختبار عملية

إلقاء الأسلحة النووية هو التكنولوجيا والأنظمة المستخدمة في وضع سلاح نووي في موقع التفجير، أو بالقرب من هدفه. تم تطوير العديد من الأنظمة للقيام بهذه المهمة.
تستخدم الأسلحة النووية الاستراتيجية بشكل أساسي كجزء من عقيدة الردع من خلال تهديد أهداف كبيرة كالمدن. تعرف الأسلحة المخصصة للاستخدام في المناورات العسكرية المحدودة، كتدمير أهداف عسكرية أو اتصالات أو بنى تحتية، بالأسلحة النووية التكتيكية. تمتلك الأسلحة الأولى، من حيث العائد المتفجر، عائدًا أكبر بكثير من الثانية، رغم أن تلك ليست قاعدة. كانت القنابل التي دمرت هيروشيما وناغازاكي في عام 1945 (بمكافئ تي إن تي بين 15 إلى 22 كيلوطن) أضعف من العديد من الأسلحة التكتيكية في الوقت الحاضر، لكنها حققت التأثير المطلوب عندما استخدمت بشكل استراتيجي.

## ثالوث نووي
يُقصد بمصطلح الثالوث النووي ترسانة نووية إستراتيجية تتألف من ثلاثة مكونات هي: قاذفات قنابل إستراتيجية تقليدية، وصواريخ بالستية عابرة للقارات (آي سي بي إم)، وصواريخ بالستية تطلقها الغواصات البحرية (إس إل بي إم). يتلخص الهدف من امتلاك قدرة نووية ثلاثية الفروع في الحد بشكل كبير من احتمالية قدرة العدو على تدمير كل القوات النووية الخاصة بدولة ما من الضربة الأولى؛ وهذا يضمن بدوره وجود تهديد أكيد بضربة ثانية، ويزيد بالتالي من قوة الردع النووي لدولة ما.

## آليات الإلقاء الرئيسية

### قنبلة الجاذبية
كانت الطريقة الأولى لإلقاء الأسلحة النووية تاريخيًا، والمستخدمة في السلاحين النوويين الوحيدين اللذان استخدما فعليًا في الحرب، هي قنبلة الجاذبية المسقطة من طائرة. في السنوات السابقة لتطوير وانتشار الصواريخ المسلحة نوويًا، مثلت القنابل النووية أكثر الوسائل العملية لإلقاء الأسلحة النووية؛ حتى في يومنا هذا، وخاصة مع وقف تشغيل الصواريخ النووية، يبقى القصف الجوي الوسيلة الأساسية لإلقاء الأسلحة النووية الهجومية، كما أن معظم الرؤوس الحربية النووية الأمريكية تتمثل بالقنابل، على الرغم من أن بعضها يأخذ شكل صواريخ.
تصمم قنابل الجاذبية بحيث يتم إسقاطها من الطائرات، مما يتطلب أن يكون السلاح قادرًا على تحمل الاهتزازات والتغييرات في حرارة الهواء وضغطه خلال سير الرحلة. كانت الأسلحة الأولى تمتلك غالبًا نواة قابلة للإزالة من أجل الأمان، تعرف هذه النوى باسم نوى الدخول إلى الطائرة، باعتبار أن طاقم الطائرة يدخلها أو يجمعها خلال الرحلة. توجب عليهم استيفاء شروط السلامة من أجل منع حدوث انفجار أو سقوط عرضي. عدة أنواع منها كانت تتطلب وجود فتيل لبدء التفجير. يُشار إلى الأسلحة النووية الأمريكية التي حققت هذه المعايير بالحرف «بي»، بدون واصلة، ويتبعه رقم تسلسلي «للحزمة الفيزيائية» التي يحتويها. على سبيل المثال كانت «بي61» هي القنبلة الأساسية في الترسانة الأمريكية على مدى عقود. توجد تقنيات متنوعة للإسقاط في الهواء، بما فيها التفجير بالقذف، والإلقاء باستخدام كوابح مظلية وأنماط الإلقاء التي تهدف إلى منح الطائرة وقتًا للهروب من الانفجار الذي سيعقب ذلك.
لم يكن بالإمكان حمل قنابل الجاذبية النووية الأولى (قنبلة الولد الصغير وقنبلة الرجل البدين) الأمريكية، خلال فترة إنشائها، إلا عن طريق نسخة الطائرة من طراز بي-29 سوبرفورتريس التابعة لمشروع سيلفربليت المحدود الإنتاجية (65 هيكل طائرة بحلول عام 1947). كان الجيل التالي من الأسلحة ما يزال كبيرًا جدًا وثقيلًا لدرجة أنه كان يمكن حملها فقط بواسطة قاذفات مثل طائرة صانعة السلام بي-36 التي يبلغ طول جناحيها سبعين مترًا وتحوي ستة إلى عشرة محركات، وطائرة بي-52 ستراتوفورتريس ذات المحركات النفاثة الثمانية، والقاذفات من طراز راف في البريطانية ذات المحركات النفاثة، لكن بحلول منتصف خمسينيات القرن العشرين طورت أسلحة أصغر يمكن حملها ونشرها عن طريق المقاتلات القاذفات.

### الصاروخ البالستي
تلقي الصواريخ التي تستخدم مسارًا بالستيًا عادةً، رأسًا حربيًا عبر الأفق، وعلى مسافات من آلاف الكيلومترات، كما في حالة الصواريخ البالستية العابرة للقارات (آي سي بي إم) والصواريخ البالستية التي تطلقها الغواصات البحرية (إس إل بي إم). تخترق معظم الصواريخ البالستية الغلاف الجوي للأرض وتعيد دخوله في رحلتها الفضائية دون المدارية.
حظرت معاهدة الفضاء الخارجي وضع الصواريخ النووية في المدار الأرضي المنخفض في بداية عام 1967. إضافة إلى ذلك، تم الإلغاء تدريجيًا لنظام القصف المداري الجزئي السوفييتي النهائي (فوبس) الذي عمل بشكل مشابه- صمم عمدًا للخروج من المدار قبل إكمال دورة كاملة- في يناير، 1983، إذعانًا لمعاهدة سولت الثانية.
سرعة صواريخ آي سي بي إم أكبر بعشرين مرة من قاذفة القنابل وبعشر مرات من الطائرة المقاتلة، وتحلق أيضًا على ارتفاع أعلى بكثير، ولذلك من الصعب أكثر التصدي لها. يمكن أيضًا إطلاق آي سي بي إم بشكل أسرع في حالة وقوع هجوم مفاجئ.
حملت الصواريخ البالستية الأولى رأسًا حربيًا واحدًا، غالبًا ما كانت ذات مدى يصل نطاق الميغاطن. بسبب الدقة المحدودة للصواريخ، كان هذا النوع من المدى العالي يعتبر ضروريًا من أجل ضمان تدمير الأهداف المحددة. شهدت الأسلحة البالستية الحديثة منذ سبعينيات القرن العشرين، تطور تقنيات استهداف دقتها أكبر بكثير، لاسيما بسبب تحسينات في أنظمة الملاحة الموجهة بالقصور الذاتي. مهد ذلك الطريق أمام الرؤوس الحربية الأصغر حجمًا التي يصل مداها إلى مئات الكيلومترات، وبالتالي أمام صواريخ آي سي بي إم التي تمتلك مركبات إعادة الدخول المتعددة المستهدفة بشكل مستقل (ميراف). مكنت التطورات في التكنولوجيا صاروخًا واحدًا من إطلاق حمولة تحتوي على عدة رؤوس حربية. يعتمد عدد الرؤوس الحربية المستقلة القادرة على الانتشار من الصواريخ البالستية على منصة الأسلحة التي تطلق منها الصواريخ. على سبيل المثال، فإن صاروخ دي5 تريدنت الذي تحمله غواصة من طراز أواهايو قادر على إطلاق ثمانية رؤوس حربية مستقلة، في حين يمتلك تايفون صواريخ قادرة على نشر عشرة رؤوس حربية في نفس الوقت. تتمتع صواريخ ميراف بعدد من المزايا مقارنة بالصاروخ الذي يمتلك رأسًا واحدًا. تسمح بتكاليف إضافية صغيرة لصاروخ واحد بضرب عدة أهداف، أو إلحاق أقصى ضرر بهدف واحد من خلال مهاجمته بعدة رؤوس حربية. يجعل ذلك التصدي للصاروخ البالستي أكثر صعوبة، وحتى أقل جدوى اقتصادية من ذي قبل.
يشار إلى الرؤوس الحربية الصاروخية في الترسانة الأمريكية بالحرب «دبليو»؛ على سبيل المثال، يكون للرأس الحربي للصاروخ دبليو61 الحزمة الفيزيائية نفسها لقنبلة الجاذبية بي61 الموصوفة أعلاه، لكن سيكون له متطلبات بيئية مختلفة، ومتطلبات أمان مختلفة نظرًا لأنه لن يتم رعاية طاقمه بعد الإطلاق وسيظل فوق الصاروخ لفترة زمنية طويلة.